# Liboe
De Liboe of Libu (Egyptisch: , L'bw R'bw, Riboe, Laboe) waren een oude Berberse stam waarvan de naam Libië is afgeleid. Ze worden voor het eerst vermeld in teksten uit het Nieuwe Rijk, met name uit de periode der Ramessiden. 
Het oudst is een inscriptie van Rameses II. Deze versloeg de Liboe in het vijfde jaar van zijn regeringsperiode. Zes jaar later vielen de Liboe samen met de Mesjwesj de westelijke Delta binnen maar werden opnieuw verslagen. 
Inscripties in de Tempel van Amon te Karnak vermelden hoe tijdens farao Merenptah strijd uitbrak tussen de Egyptenaren en de Liboe, en hoe deze laatsten verslagen werden. De Liboe worden ook vermeld op de Stele van Merenptah. Ook later werd de naam regelmatig vermeld.
Tefnacht, koning van de Liboe in Saïs, veroverde omstreeks 732 v.Chr. de westelijke Delta en stichtte de Libische of 24e dynastie van Egypte, welke echter nooit de macht over heel Egypte verkreeg.
Door de Griekse kolonisten in Cyrenaica werd de naam als Libya overgenomen als benaming voor Noord-Afrika ten westen van Egypte. 
In punische inscripties komt de benaming voor als Lby (mannelijk) en Lbt (vrouwelijk), waarschijnlijk als een etnische naam.